# Colletes sanctus
Colletes sanctus är en biart som beskrevs av Cockerell 1910. Colletes sanctus ingår i släktet sidenbin, och familjen korttungebin. Inga underarter finns listade i Catalogue of Life.